# Dhanpuri
Dhanpuri är en stad i den indiska delstaten Madhya Pradesh, och tillhör distriktet Shahdol. Folkmängden uppgick till 45 156 invånare vid folkräkningen 2011, med förorter 94 799 invånare.